# Freddie Bell and the Bellboys
Freddie Bell and the Bellboys var en amerikansk sånggrupp som var populär på 1950-talet.
Ferdinando Dominick Bello (1931–2008) bildade the Bellboys 1952 tillsammans med Jack Kane på saxofon, Frankie Brent på basgitarr och gitarr, Russ Conti på piano, Chick Keeney på trummor och Jerry Mayo på trumpet. Gruppen var en av de första vita grupperna att spela rhythm and blues. 
De spelade in sina första låtar 1955 för skivbolaget Teen Records. De spelade bland annat in en coverversion 1955 av låten "Hound Dog" som skrevs av Leiber-Stoller och först spelades in av Big Mama Thornton 1952. När de uppträdde med låten i Las Vegas var Elvis Presley i publiken och blev imponerad och bestämde sig för att spela in en egen version av låten. Gruppen fick skivkontrakt på Mercury Records 1956 och Sam Katzman erbjöd bandet en roll i rock and roll filmen Rock Around the Clock 1956 som Bill Haley medverkade i. Den första singeln för Mercury Records blev "Giddy Up a Ding Dong" som var med i Rock Around the Clock. Låten blev ingen hit i USA men blev en hit i Storbritannien där den var på plats fyra på UK Singles Chart. Gruppen var även med i filmen Rumble on the Docks från 1956 och var den första amerikanska rock and roll gruppen att turnera i Storbritannien 1957.

## Medlemmar
- Freddie Bell (f. Ferdinando Dominick Bello 29 september 1931 i Philadelphia, Pennsylvania, d. 10 februari 2008 i Las Vegas, Nevada) – sång, trombon, trummor, basgitarr[2]
- Frankie Brent (f. Adolph Frank Gambino Jr. 9 mars 1934 i Philadelphia, d. 26 augusti 2002 i New Orleans, Louisiana) – gitarr, basgitarr[3]
- Jerry Mayo (f. 31 augusti 1934, d. 10 juni 2011) – trumpet
- Russ Conti (f. 20 oktober 1933, d. 4 maj 1992) – piano
- Jack Kane – saxofon

## Diskografi
Singlar/EP (urval)
- "Ding Dong" / "I Said It And I'm Glad" (1956)
- "All Right, Ok, You Win" / "Stay Loose, Mother Goose" (1956	)
- "Rompin' And Stompin'" / "Hucklebuck" (1956)
- Rock With The Bell Boys (EP) (1956)
- "Hucklebuck" / "Rompin' And Stompin'" (1956)
- Vol. 1 (EP) (1956	)
- "Take The First Train Out Of Town" / "Hey There You" (1957)